# キム・ジュア
キム・ジュア（朝鮮語: 김주아、2004年1月4日 - ）は、韓国の女優｡
ドラマ『呪われた男』、『コーヒー1杯いかがですか』、『今、私たちの学校は…』などで知られる。

## 経歴
小学生時代に演技アカデミーに通い始めた。2016年にミュージカル『汽車とおばあちゃん』で子役としてデビュー｡ 2019年9月、エージェンシーのディファレント・カンパニーと契約。
2020年、ミステリー・ホラー・シリーズ『呪われた』でテレビ初出演。彼女の役柄は、主人公ジニの10代の姿であり、批評家たちが指摘するように、短い出演時間であったが注目を集めた。
2021年、彼女は映画『成績表のキム・ミニョン』に主演し、高校時代のかつての親友を長い間会わずに訪ねて行く若い女性ジョンヒ役を演じた。同作品は第47回ソウル・インディペンデント映画祭、第22回全州国際映画祭で上映され、韓国映画部門でグランプリを受賞した｡
2022年1月、ホラー作品である『今、私たちの学校は…(ネットフリックス)』に脇役として出演。その中で彼女は、主人公オンジョの親友で快活な女子高生ユン・イサクを演じた。
| スタブアイコン | サブスタブ | この項目は、まだ閲覧者の調べものの参照としては役立たない、俳優（男優・女優）に関連した書きかけの項目です。この項目を加筆・訂正などしてくださる協力者を求めています（P:映画/PJ芸能人）。 |